# 延安印氏
延安印氏（ヨナンニンし、연안인씨）は、朝鮮の氏族の一つ。本貫は黄海道延安郡である。2015年の調査では、164人である。
始祖は、忠烈王に降嫁したクビライの娘忽都魯掲里迷失の師父として高麗に入国したモンゴル人の文官の印侯である。